# برایان ترنر
برایان استنلی ترنر (به انگلیسی: Bryan Stanley Turner)(زادۀ 16 ژانویه ۱۹۴۵) جامعه‌شناس بریتانیایی و استرالیایی‌است. او در 16 ژانویه 1945 در بیرمنگام، انگلستان زاده شد. ترنر در انگلستان، اسکاتلند، استرالیا، آلمان، هلند، سنگاپور و ایالات متحده قرارهای ملاقات دانشگاهی داشته است. وی استاد جامعه شناسی در دانشگاه کمبریج (1998-2005) و مدیر تیم پژوهشی برای خوشه دین در موسسه تحقیقات آسیایی، دانشگاه ملی سنگاپور (2005-2008) بود.
ترنر در حال حاضر استاد جامعه شناسی دین در موسسه دین، سیاست و جامعه در دانشگاه کاتولیک استرالیا است. وی همچنین دانشیار دانشکده مرکز جامعه‌شناسی فرهنگی، در دانشگاه ییل، همکار پژوهشی، GEMASS در مرکز ملی پژوهش‌های علمی فرانسه، عضو آکادمی علوم اجتماعی در استرالیا و عضو انجمن تحقیقات جامعه‌شناسی آمریکا است.

## کتاب شناسی
- ماکس وبر و اسلام، برایان ترنر، سعید وصالی (مترجم)، تهران: نشر مرکز
- وبر و اسلام: با پانوشت‌های انتقادی و مقدمه‌ای بر جامعه‌شناسی ماکس وبر، برایان ترنر، مجید کافی (مترجم)، حفیظ الله فولادی (مترجم)، علی سلیمی (مترجم)، حمیدرضا شریعتمداری (مترجم)، عبدالرضا علیزاده (مترجم)، حسین اژدری زاده (مترجم)، حسین بستان (مترجم)، اسفندیار اسفندیاری (مترجم)، جواد غفاری (مترجم)، صفار دستگردی (مترجم)، محمود رجبی (زیرنظر)، تهران: پژوهشکده حوزه و دانشگاه
- ماکس وبر و کارل مارکس، کارل لوویت، شهناز مسمی پرست (مترجم)، برایان ترنر (مقدمه)، تهران: ققنوس
- رویکردی جامعه شناختی به شرق‌شناسی، پست‌مدرنیسم و جهانی شدن، برایان ترنر، محمدعلی محمدی (مترجم)، تهران: یادآوران
- شرق‌شناسی، پست مدرنیسم و جهانی شدن، برایان ترنر، غلامرضا کیانی، محمدرضا تاجیک (مترجم)، تهران: فرهنگ گفتمان، ۱۳۸۱
- شرق‌شناسی: پسامدرنیسم و جهانی شدن، برایان ترنر، سعید وصالی (مترجم)، تهران: بنیاد نهج‌البلاغه
- دین و مدرنیته در گفتگوی اختصاصی با براین ترنر، جامعه‌شناس شهیر انگلیسی (مصاحبه : محمدرضا جلایی پور، ترجمه: هادی نیلی)